# Harry Lundahl
Harry Lundahl (16 de outubro de 1905 - 1988) foi um futebolista sueco. Ele competiu na Copa do Mundo FIFA de 1934, sediada na Itália.